# Neo Sky Dome
Der Neo Sky Dome (chinesisch 新巨蛋, Pinyin Xīn Jùdàn) ist ein Wohnhaus-Wolkenkratzerkomplex in Banqiao, Neu-Taipeh, Taiwan. Der Komplex besteht aus vier im Jahr 2010 fertiggestellten Wolkenkratzern mit einer Gesamtfläche von 165.934,98 m² und 1616 Wohneinheiten. Das höchste der vier Gebäude ist der Turm B mit einer Höhe von 188 m. Er umfasst 46 oberirdische Stockwerke sowie 7 Untergeschosse. Die Türme C und D haben eine Höhe von 177,57 m und 43 Stockwerke über dem Boden. Der kürzeste in der Komplex ist der Turm A, der sich auf 155,75 m mit 40 Stockwerken über dem Boden erhebt.
Ab 2020 ist der Neo Sky Dome Turm B das zwölfthöchste Gebäude in Taiwan und das zweithöchste in Neu-Taipeh (nach dem Far Eastern Mega Tower).